# Maria Amalia von Österreich (1724–1730)

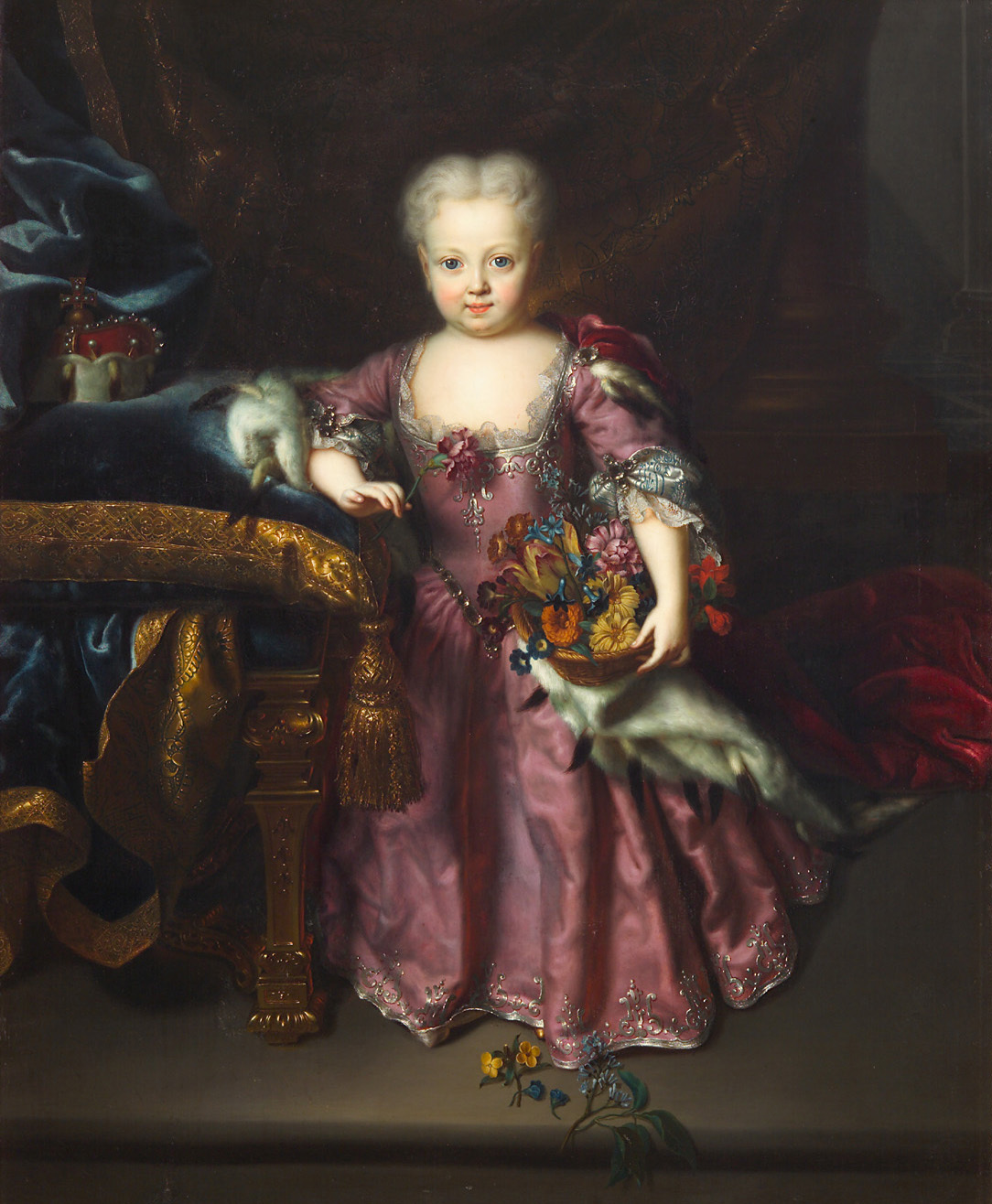
Maria Amalia im Jahr 1727

Maria Amalia von Habsburg (* 5. April 1724 in Wien; † 19. April 1730 ebenda) war eine Erzherzogin von Österreich.
Sie war eine Tochter des Kaisers Karl VI. und von Elisabeth Christine von Braunschweig-Wolfenbüttel. Ihre ältere Schwester war Maria Theresia.

## Leben
Maria Amalia war das jüngste Kind ihrer Eltern und ihre Geburt wurde, wie auch die ihrer Schwester Maria Anna, nicht gut von ihrem Vater aufgenommen, der sich einen Sohn und Erben gewünscht hatte. Bereits 1713 hatte Karl die pragmatischen Sanktion erlassen, nun waren auch seine Töchter erbberechtigt. 1740, nach dem Tod Karls, nahm seine älteste Tochter Maria Theresia dieses Privileg als Erste in Anspruch.
Doch dies erlebte Maria Amalia nicht mehr; sie starb 1730 im Alter von nur 6 Jahren.
Sie war das letzte Mitglied der österreichischen Habsburger. Da es Maria Theresia als Frau jedoch nicht gestattet war, den Kaiserthron zu besteigen, wurde im Jahr 1742 Karl Albrecht von Bayern zum Nachfolger Karls VI. gewählt. Maria Theresias Mann Franz Stephan von Lothringen begründete die Dynastie Habsburg-Lothringen.